# بخش اش لیک، شهرستان لینکلن، مینه سوتا
بخش اش لیک (به انگلیسی: Ash Lake Township) یک منطقهٔ مسکونی در ایالات متحده آمریکا است که در شهرستان لینکلن، مینه‌سوتا واقع شده‌است.
 بخش اش لیک ۹۴٫۹ کیلومتر مربع مساحت و ۱۷۷ نفر جمعیت دارد و ۵۲۵ متر بالاتر از سطح دریا واقع شده‌است.